# Luke Rowe
Pour les articles homonymes, voir Rowe.
Luke Rowe, né le 10 mars 1990 à Cardiff, est un coureur cycliste gallois, professionnel de 2012 à 2024. Son frère Matthew (en), est également coureur.

## Biographie

### Jeunesse et carrière amateur
Luke Rowe commence le cyclisme au Maindy Flyers Youth Cycling Club, basé au Maindy Centre (en) de Cardiff, au Pays de Galles.
En catégorie junior, il intègre le Olympic Development Programme de British Cycling, destiné aux coureurs de cette catégorie,. À 16 ans, en 2006, Luke Rowe remporte le Tour d'Irlande juniors et termine troisième du championnat de Grande-Bretagne de poursuite par équipes. L'année suivante, il devient avec Adam Blythe, Peter Kennaugh et Mark McNally champion d'Europe juniors de la spécialité et prend la troisième place du Circuit Het Volk juniors. En 2008, il devient champion d'Europe de l'américaine juniors avec Mark Christian.
À l'automne 2008, il accède au Olympic Academy Programme, pour coureurs de moins de 23 ans,. Il remporte au sprint à deux reprises, en 2009 et 2011 le ZLM Tour, l'une des épreuves de la Coupe des Nations espoirs. Il participe aux championnats du monde sur route des moins de 23 ans en 2009 (64e), en 2010 à Melbourne en Australie (11e) et en 2011 à Copenhague au Danemark (75e).

### Carrière professionnelle
Luke Rowe devient professionnel en 2012 au sein de l'équipe britannique Sky. En septembre, il obtient sa première victoire professionnelle, la première étape du Tour de Grande-Bretagne. Il dispute ensuite la course en ligne des championnats du monde, au service du leader John Tiernan-Locke, révélation britannique de la saison. Celui-ci prend la 19e place tandis que Rowe est 88e.
En 2013, il reprend la compétition en Australie lors du Tour Down Under. Il se classe neuvième du Tour du Qatar. Aux championnats de Grande-Bretagne, il est cinquième de la course en ligne et du contre-la-montre. Durant l'été, il prend part au Tour d'Espagne, son premier grand tour, avec pour leader Sergio Henao. Il abandonne lors de la quinzième étape. Il est ensuite sélectionné en équipe nationale pour la course en ligne des championnats du monde, qu'il ne termine pas. À l'issue de cette saison, le contrat qui le lie à Sky est prolongé
En début d'année 2014, Rowe aide son coéquipier Ian Stannard à remporter le Circuit Het Nieuwsblad et en prend la onzième place. Au début de l'été, après avoir été quatrième des championnats de Grande-Bretagne sur route et du contre-la-montre, il participe aux Jeux du Commonwealth, en équipe du pays de Galles. Il s'y classe 17e du contre-la-montre et sixième de la course en ligne, gagnée par son coéquipier gallois Geraint Thomas. Il dispute à nouveau le Tour d'Espagne en tant qu'équipier de Christopher Froome, deuxième du classement général. Il termine cette fois la course, à la 141e place du classement général. En fin de saison, il est sélectionné pour la course en ligne des championnats du monde 2014, avec pour leaders David Millar, dont c'est le dernier mondial, et Chris Froome,. Il ne termine pas la course.

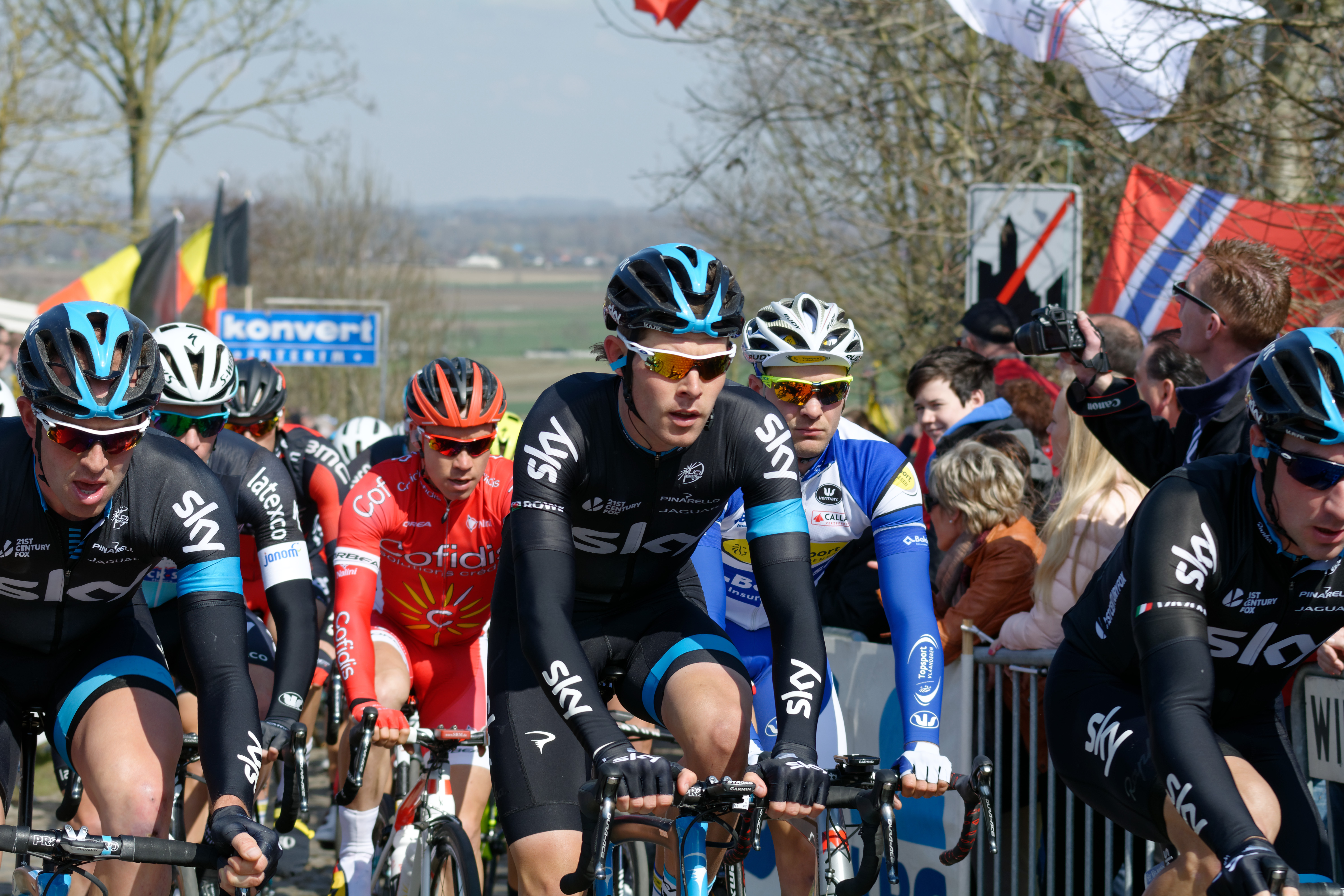
Luke Rowe durant le Tour des Flandres 2015.

En 2015, Luke Rowe prend part aux succès de Sky lors des classiques flandriennes : victoires de Ian Stannard au Circuit Het Nieuwsblad, de Geraint Thomas au Grand Prix E3, deuxième place d'Elia Viviani à Kuurne-Bruxelles-Kuurne. Il obtient lui-même des résultats satisfaisants : neuvième du Circuit Het Nieuwsblad, treizième de l'E3. Lors de Paris-Roubaix, où il est équipier de Geraint Thomas et Bradley Wiggins, il est le mieux classé des coureurs de Sky, à la huitième place. Ces résultats laissent entrevoir, chez Luke Rowe et ses directeurs sportifs, la possibilité qu'il devienne un leader pour ces courses,.
Durant le premier semestre de l'année, Rowe court également aux côtés de Richie Porte lors de sa victoire à Paris-Nice, et de Christopher Froome au Tour de Romandie et au Critérium du Dauphiné. En juillet, il est au départ de son premier Tour de France. Il y est sélectionné grâce à ses résultats lors des classiques, afin d'aider Chris Froome durant de la première semaine, notamment lors de l'étape empruntant des secteurs pavés. À l'issue de cette première semaine de course, Froome porte le maillot jaune. Il le conserve et remporte son deuxième Tour de France. Luke Rowe parvient au terme de cette première « grande boucle » en ayant également aidé son leader dans les descentes et vallées des étapes de montagne. Rowe est sélectionné pour la course en ligne des championnats du monde de Richmond. En septembre, il prolonge son contrat avec l'équipe Sky.
Rowe progresse encore lors des classiques flandriennes en 2016. Il est quatrième du Circuit Het Nieuwsblad, cinquième du Tour des Flandres, et est désigné co-leader de Sky pour Paris-Roubaix, avec Ian Stannard. Après une chute en compagnie de son coéquipier Gianni Moscon et une poursuite pour revenir en tête de la course, il se met au service de Stannard, qui termine troisième. Rowe arrive en quatorzième position. Il participe ensuite au Tour de France, où il aide Froome à obtenir son troisième titre, et au championnat du monde sur route, à Doha.
En février 2017, après avoir pris la cinquième place de la Cadel Evans Great Ocean Road Race, Luke Rowe décroche sa première victoire depuis 2012 à l'occasion du Herald Sun Tour. Durant le deuxième étape, il provoque la formation d'une échappée de dix coureurs puis part seul et s'impose avec 33 secondes d'avance,. Il commence sa campagne de classique avec une sixième place au Circuit Het Nieuwsblad et une troisième place à Kuurne. La suite est plus décevante pour lui et pour Sky. Il doit abandonner lors de Gand-Wevelgem et Paris-Roubaix, et une chute lui fait terminer le Tour des Flandres à l'avant-dernière place,. Durant l'été, après avoir aidé Froome à gagner son quatrième Tour tout en terminant lanterne rouge, il se blesse en pratiquant le rafting. Souffrant de vingt fractures à la jambe droite, il ne remonte sur un vélo qu'en novembre, et prévoit un retour en compétition en avril 2018,.
En août 2018, il termine quinzième du championnat d'Europe sur route à Glasgow.

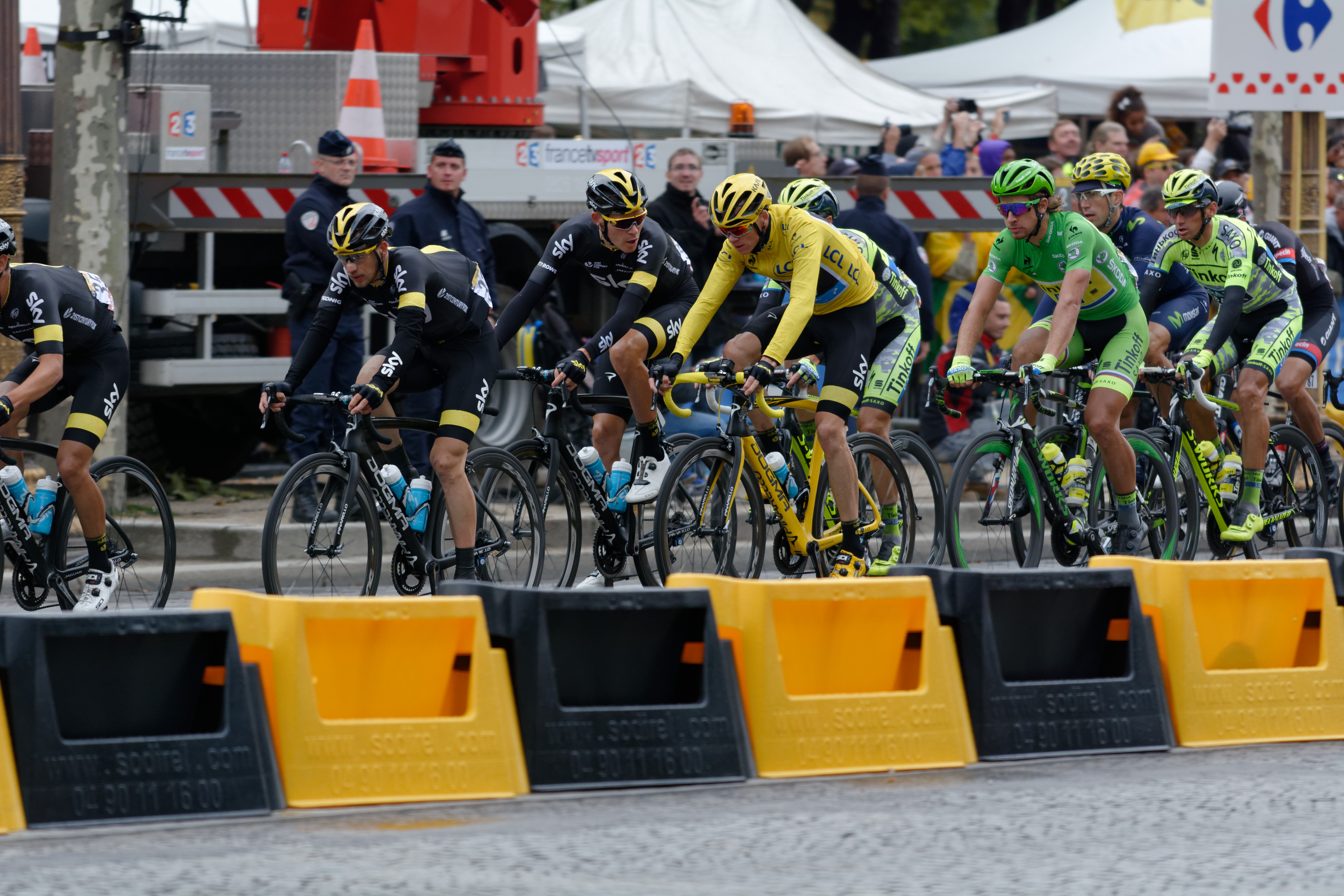
Luke Rowe aux côtés de Christopher Froome à l'arrivée du Tour de France 2015.

En juillet 2019, lors de la 17e étape du Tour de France, il est mis hors course par le jury des commissaires après un accrochage avec Tony Martin, lui aussi exclu du Tour. Le même mois, il est sélectionné pour représenter son pays aux championnats d'Europe de cyclisme sur route. Il s'adjuge à cette occasion la trente-troisième place de la course en ligne.
Le 1er mai 2020, durant l'arrêt des compétitions dû au COVID 19, il effectue l'Everesting virtuel de l'Alpe du Zwift, "en compagnie" de Mark Cavendish.
En octobre 2023, Ineos Grenadiers annonce l'extension du contrat de Rowe jusqu'en fin d'année 2025. Il fait le choix d’arrêter de courir chez les professionnels à la fin de la saison 2024 pour devenir directeur sportif chezDecathlon AG2R La Mondiale.

## Palmarès sur route

### Palmarès amateur
| - 2006 - Tour d'Irlande juniors - 2007 - Champion du Pays de Galles sur route juniors - 3e étape du Tour du Pays de Galles juniors - 3e du Circuit Het Volk juniors - 2008 - Médaillé d'argent du championnat d'Europe sur route juniors - 2e du Tour du Pays de Vaud - 3e du Tour de Basse-Saxe juniors | - 2009 - ZLM Tour - 2e du Trophée Antonietto Rancilio - 2010 - Grand Prix de Poggiana - 3e du Grand Prix Industrie del Marmo - 2011 - ZLM Tour - 7e étape du Tour de Thuringe |  |

### Palmarès professionnel
- 2012
  - 1re étape du Tour de Grande-Bretagne
  - 2e du Duo normand (avec Alex Dowsett)
- 2015
  - 1re étape du Tour de Romandie (contre-la-montre par équipes)
  - 8e de Paris-Roubaix
- 2016
  - 5e du Tour des Flandres
- 2017
  - 2e étape du Herald Sun Tour
  - 3e de Kuurne-Bruxelles-Kuurne
  - 5e de la Cadel Evans Great Ocean Race
  - 6e du Circuit Het Nieuwsblad
- 2018
  - 1re étape b de la Semaine internationale Coppi et Bartali (contre-la-montre par équipes)
  - 3e étape du Critérium du Dauphiné (contre-la-montre par équipes)
- 2019
  - 6e de la Cadel Evans Great Ocean Road Race
  - 6e d'À travers les Flandres

### Résultats sur les grands tours

#### Tour de France
8 participations
- 2015 : 136e
- 2016 : 151e
- 2017 : 167e et lanterne rouge
- 2018 : 128e
- 2019 : hors-course (17e étape)
- 2020 : 129e
- 2021 : hors-délais (11e étape)
- 2022 : 106e

#### Tour d'Espagne
2 participations
- 2013 : abandon (15e étape)
- 2014 : 141e

### Classements mondiaux
| Année                                 | 2009 | 2010 | 2011 | 2012 | 2013 | 2014 | 2015 | 2016 | 2017 | 2018  | 2019 | 2020 | 2021  |
| ------------------------------------- | ---- | ---- | ---- | ---- | ---- | ---- | ---- | ---- | ---- | ----- | ---- | ---- | ----- |
| UCI World Tour                        |      |      |      | nc   | nc   | nc   | 121e | 87e  | 116e | 305e  |      |      |       |
| Classement mondial                    |      |      |      |      |      |      |      | 155e | 168e | 1141e | 312e | 514e | 1740e |
| UCI Europe Tour                       | 333e | 281e | 170e |      |      |      |      | 406e | 341e | 1062e | 257e | 422e | 1198e |
| UCI Oceania Tour                      | nc   | 58e  | nc   |      |      |      |      | 56e  | 49e  | nc    |      |      |       |
|                                       |      |      |      |      |      |      |      |      |      |       |      |      |       |
| Légende : nc = non classéSource : UCI |      |      |      |      |      |      |      |      |      |       |      |      |       |

## Palmarès sur piste

### Coupe du monde
- 2010-2011
  - 3e de la poursuite par équipes à Melbourne

### Championnats d'Europe juniors et espoirs
- Cottbus 2007
  -  Champion d'Europe de poursuite par équipes juniors (avec Adam Blythe, Peter Kennaugh et Mark McNally)
- Pruszków 2008
  -  Champion d'Europe de l'américaine juniors (avec Mark Christian)
  -  Médaillé d'argent de la poursuite juniors
  -  Médaillé d'argent de la poursuite par équipes juniors
- Minsk 2009
  -  Médaillé d'argent de la poursuite par équipes espoirs
  -  Médaillé d'argent du scratch espoirs
- Anadia 2011
  -  Médaillé d'argent du scratch espoirs

### Championnats nationaux
- 2006
  - 3e du championnat de Grande-Bretagne de poursuite par équipes
- 2007
  -  Champion de Grande-Bretagne de l'américaine (avec Adam Blythe)
- 2008
  -  Champion de Grande-Bretagne de demi-fond
- 2009
  - 2e du championnat de Grande-Bretagne de l'américaine
- 2010
  -  Champion de Grande-Bretagne de l'américaine (avec Mark Christian)
- 2011
  -  Champion de Grande-Bretagne de l'américaine (avec Peter Kennaugh)